# George Jamaloodin
George Ranjit Mohamed (Jorge) Jamaloodin (Steenrijk (Willemstad), 21 december 1967) is een Curaçaos politicus en zakenman. Hij was de eerste Minister van Financiën van Curaçao, nadat het op 10 oktober 2010 de status van land binnen het Koninkrijk der Nederlanden had verkregen. In de Curaçaose eilandsraadverkiezingen van 2010, voorafgaand aan het verkrijgen van de status van land, stond Jamaloodin derde op de kieslijst van de MFK, geleid door Gerrit Schotte, die de eerste premier van Curaçao werd.

## Biografie
Jamaloodins ouders zijn van Surinaamse afkomst. Hij komt uit de zakenwereld en is een halfbroer van loterijbaas Robbie dos Santos en politicus Amparo dos Santos. Hij is eigenaar van een beveiligingsbedrijf, is ongehuwd en heeft drie kinderen.

### Trompgate
In 2011 uitte de directeur van de centrale bank, Emsley Tromp, beschuldigingen in de media over mogelijke corruptie van diverse regeringsleden, met name premier Gerrit Schotte, minister Abdul Nasser El Hakim van Economie en Ontwikkeling en George Jamaloodin. Deze affaire zou bekend worden onder de naam  Trompgate.
Tromp beschuldigde Jamaloodin ervan dat hij de directie van de Girobank onder druk had gezet om alle geldtransporten te laten uitvoeren door zijn eigen bedrijf Speedy Security. Girobank zou hierdoor de huisbankier van de Curaçaose overheid zijn geworden. Het Openbaar Ministerie heeft uiteindelijk alle beschuldigingen onderzocht, en kwam tot de conclusie dat deze politiek gemotiveerd waren en ongegrond.

### Moord op Helmin Wiels
Op 24 juli 2014 werd Jamaloodin gearresteerd in verband met de zaak-Maximus, die het onderzoek behelst naar de opdrachtgevers van de moord op Pueblo Soberano-politicus Helmin Wiels op 5 mei 2013. De zaak-Maximus vindt gelijktijdig met de zaak-Magnus plaats, waarbij vier mannen vastzitten op verdenking van het uitvoeren van de moord.
Na een week moest hij worden vrijgelaten wegens onvoldoende bewijs. Toen dat er in 2017 naar de mening van het Openbaar Ministerie wel was, had Jamaloodin de wijk genomen naar Venezuela. Hij was ook verdachte in de strafzaken Bientu, Germanium en DiviDivi. Na een zeer lange uitleveringsprocedure werd hij op 11 september 2018 aan Curaçao overgedragen. In augustus 2019 werd hij schuldig bevonden aan het opdracht geven tot de moord en tot een celstraf van 28 jaar veroordeeld. Tegen het vonnis hebben Jamaloodin en het OM hoger beroep aangetekend. Op de eerste zittingsdag van het hogerberoepproces bekende Jamaloodin schuld aan verduistering en valsheid in geschrifte in de zaak Germanium. Deze zaak betrof de toe-eigening tijdens zijn ministerschap van Naf 450.000,- subsidiegeld, welke was toegekend aan een stichting voor het opknappen van een sportveld in de wijk Steenrijk. Op 5 maart 2021 werd Jamaloodin in hoger beroep veroordeeld tot 30 jaar celstraf met aftrek van voorarrest uitgezonderd zijn detentie in Venezuela. De veroordeling, die betrekking heeft op de zaken Maximus, Germanium en Passaat, was conform de eis van het Openbaar Minister.  Met de uitspraak in cassatie werd deze begin juni 2022 definitief.